# Daniel Attard
Daniel Attard (ur. 18 kwietnia 1992 w m. Pietà) – maltański polityk, dyplomata i samorządowiec, poseł do Parlamentu Europejskiego X kadencji.

## Życiorys
Z zawodu prawnik, absolwent prawa i europeistyki na Uniwersytecie Maltańskim. Działacz Partii Pracy. Od 2013 do 2021 sprawował urząd burmistrza Mtarfy. W międzyczasie zajmował stanowiska urzędnicze i dyplomatyczne. Był attaché na placówkach w Genewie i Brukseli, a także urzędnikiem w resorcie spraw zagranicznych. W 2021 powołany na zastępcę wysokiego komisarza Malty w Wielkiej Brytanii, stanowisko to zajmował do 2022. W wyborach w 2024 z ramienia laburzystów uzyskał mandat eurodeputowanego X kadencji.